# Semiothisa quadrifasciata
Semiothisa quadrifasciata là một loài bướm đêm trong họ Geometridae.